# Леденик
Ледени́к (болг. Леденик) — село у Великотирновській області Болгарії. Входить до складу общини Велико-Тирново.

## Населення
За даними перепису населення 2011 року у селі проживали 823 особи.
Національний склад населення села:
| Національність   | Кількість осіб | Відсоток |
| ---------------- | -------------- | -------- |
| болгари          | 704            | 86,6%    |
| турки            | 81             | 10,0%    |
| цигани           | 6              | 0,7%     |
| інша             | 10             | 1,2%     |
| не визначились   | 12             | 1,5%     |
| Всього відповіли | 813            |          |

Розподіл населення за віком у 2011 році:
Динаміка населення: